# Missy Franklin
Pour les articles homonymes, voir Franklin.
Melissa « Missy » Jeanette Franklin, née le 10 mai 1995 à Pasadena en Californie, est une nageuse américaine spécialiste du dos et de la nage libre.
En 2010, aux mondiaux petit bassin de Dubaï, elle obtient une première médaille internationale avec l'argent sur 200 m dos à seulement 15 ans. L'année suivante, elle remporte ses premiers titres mondiaux et, en 2012, à 17 ans, réalise le doublé olympique en dos.

## Biographie

### Enfance et famille
Née le 10 mai 1995 à Pasadena, sa famille s'installe rapidement à Centennial dans le Colorado. Missy Franklin possède également la nationalité canadienne. Vers dix ans, sa famille s'installe à Aurora.
Son père, Dick, a joué au football canadien comme offensive lineman et a été drafté par les Argonauts de Toronto en Ligue canadienne de football.

### Carrière sportive
Surnommée « Missy le Missile » à l'instar de Melissa « Missy » Giove, elle mesure 187 cm et chausse du 46 vers 18 ans. Son père dit de sa fille qu'elle est née avec des « palmes incorporées »,. Ce physique est un atout naturel même s'il lui a fallu l'appréhender.

#### 2010
Lors des mondiaux petit bassin qui se sont tenus à Dubaï en 2010, à seulement quinze ans, Missy Franklin s'aligne sur six disciplines différentes : le 50 m dos, le 100 m dos, le 200 m dos, le 100 m 4 nages, le 200 m 4 nages et le relais 4 × 200 m nage libre.
Dans le 50 m dos, elle est éliminée en demi-finale avec le 14e temps, 27 s 49. Dans le 100 m dos, elle termine en finale au pied du podium, 4e en 56 s 92. Dans le 200 m dos enfin, elle décroche la médaille d'argent, en 2 min 2 s 01. Dans le 100 m 4 nages, elle est 7e en 1 min 0 s 75, 6e dans le 200 m 4 nages et enfin le relais américain 4 × 200 m nage libre termine 4e en finale en 2 min 8 s 38.

#### 2011
Lors des championnats du monde 2011 à Shanghai, elle s'aligne sur 50 m dos et obtient le bronze et sur  200 m dos où elle devient championne du monde. Dans les relais, elle remporte le titre sur 4 × 200 m nage libre et le 4 × 100 m 4 nages, où elle est la dernière relayeuse en nage libre. Elle obtient aussi l'argent sur 4 × 100 m nage libre. Elle refuse un contrat de sponsoring pour rester au statut amateur,.

#### 2012
En 2012, aux Jeux olympiques de Londres, elle décroche la médaille d'or sur 100 et 200 m dos. Elle remporte aussi les relais 4 × 200 m nage libre et 4 × 100 m 4 nages après avoir obtenu le bronze sur le 4 × 100 m nage libre. Elle échoue cependant à la 5e place du 100 m nage libre et à la 4e place du 200 m nage libre à 1 centième du bronze.

#### Retrait des bassins
Dans un tweet daté du 19 décembre 2018, Missy Franklin a annoncé qu'elle prenait sa retraite, à seulement 23 ans.

### Vie privée
Missy Franklin est fan de Justin Bieber, et de l'équipe de football américain des Broncos de Denver. Elle a été marquée par la fusillade d'Aurora, ville dans laquelle elle a grandi. Après les Jeux olympiques d'été de 2012, elle s'est fait tatouer les anneaux olympiques à l'instar d'autres nageurs américains.
À la suite des Championnats du monde 2013 à Barcelone, elle intègre l'université de Californie à Berkeley, quittant ainsi son entraîneur du Colorado Todd Schmitz qui l'entraîne depuis ses sept ans. Elle s'entraîne avec Teri McKeever aux Golden Bears de la Californie.
Ces performances lui valent d'être désignée par le magazine américain Swimming World Magazine nageuse mondiale et nageuse américaine de l'année.
Missy Franklin a également fait une apparition dans la série Pretty Little Liars lors du 22e épisode de la saison 3 où elle joue son propre rôle.

## Palmarès

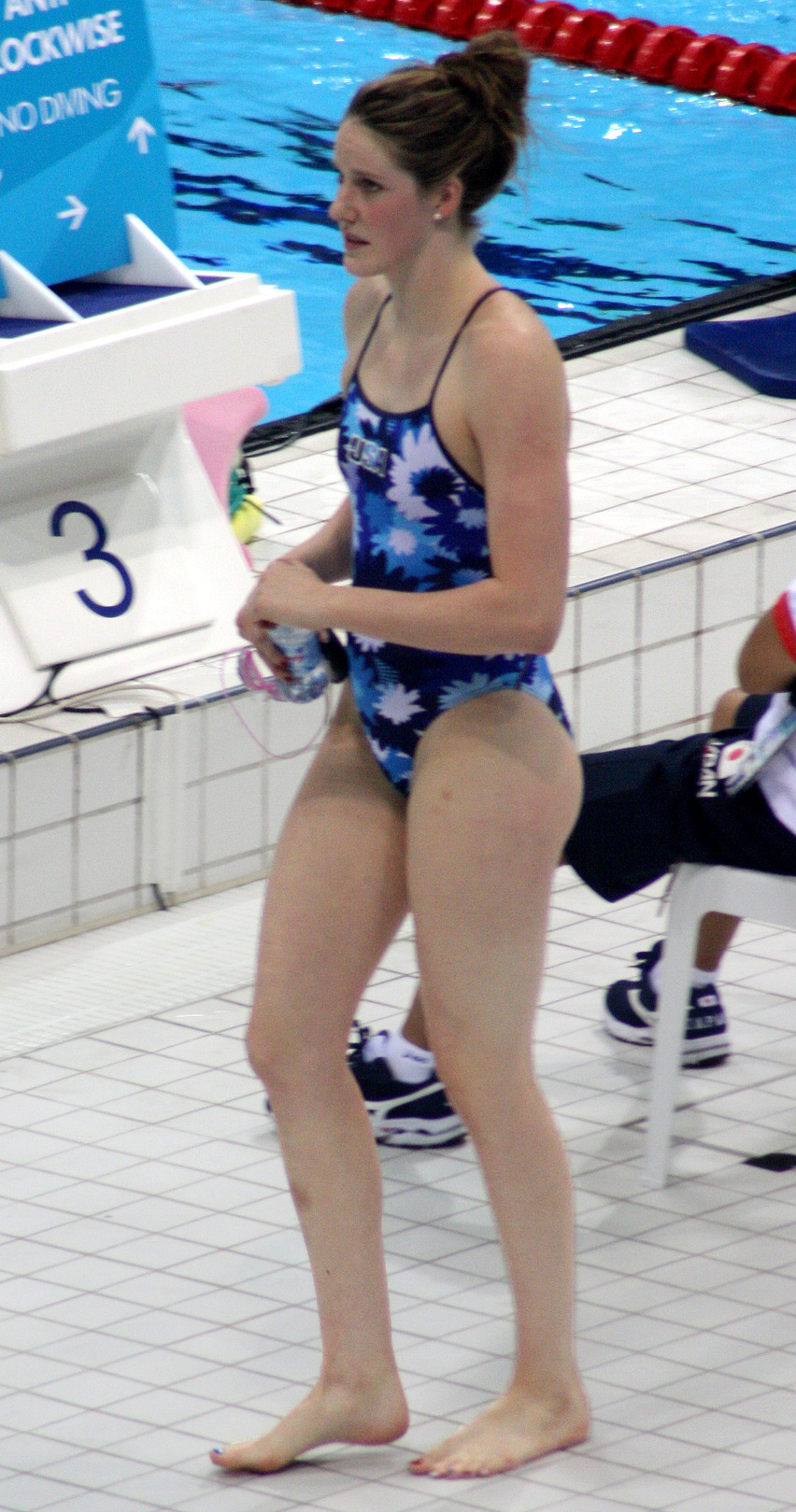
Missy Franklin.

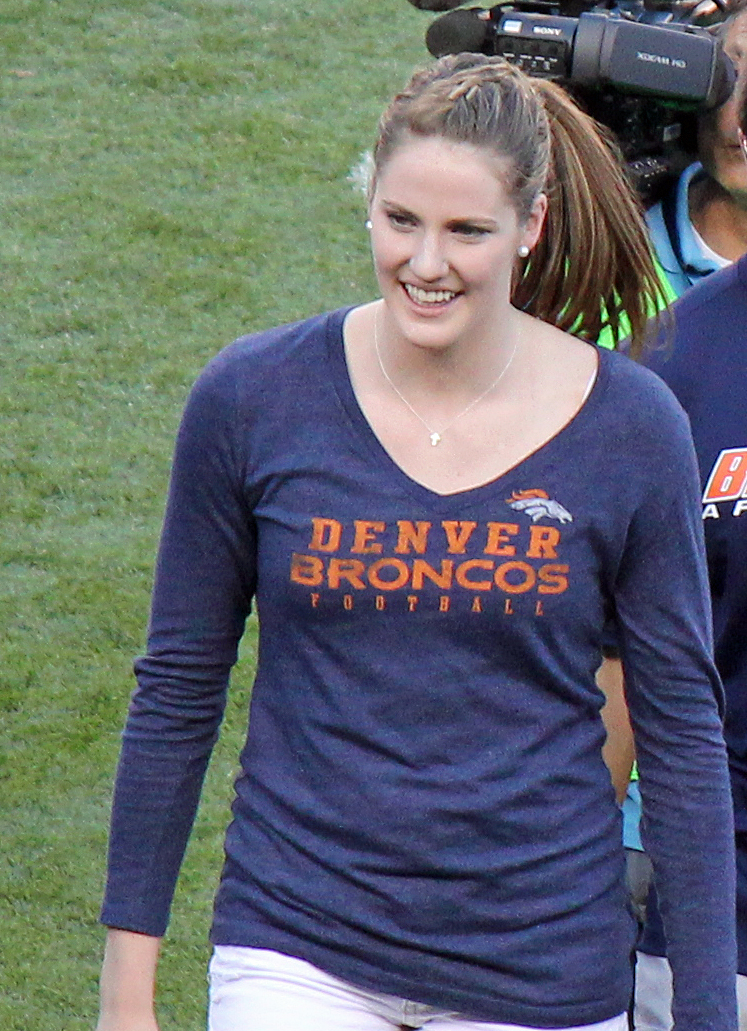
Missy Franklin.

### Jeux olympiques
- Jeux olympiques 2012 à Londres (Royaume-Uni) :
  -  Médaille d'or du 100 m dos (58 s 33)
  -  Médaille d'or du 200 m dos (2 min 4 s 06, RM)
  -  Médaille d'or du relais 4 × 200 m nage libre (7 min 42 s 92) avec Dana Vollmer, Shannon Vreeland et Allison Schmitt
  -  Médaille d'or du relais 4 × 100 m quatre nages (3 min 52 s 05, RM) avec Rebecca Soni, Dana Vollmer et Allison Schmitt
  -  Médaille de bronze du relais 4 × 100 m nage libre (3 min 34 s 24) avec Jessica Hardy, Lia Neal et Allison Schmitt

- Jeux olympiques 2016 à Rio de Janeiro (Brésil) :
  -  Médaille d'or du relais 4 × 200 m nage libre (séries)

### Championnats du monde
Grand bassin
- Championnats du monde 2011 à Shanghai (Chine) :
  -  Médaille d'or du 200 m dos (2 min 5 s 10)
  -  Médaille d'or du relais 4 × 200 m nage libre (7 min 46 s 14) avec Dagny Knutson, Katie Hoff et Allison Schmitt
  -  Médaille d'or du relais 4 × 100 m quatre nages (3 min 52 s 36) avec Natalie Coughlin, Rebecca Soni et Dana Vollmer
  -  Médaille d'argent du relais 4 × 100 m nage libre (3 min 34 s 47) avec Natalie Coughlin, Jessica Hardy et Dana Vollmer
  -  Médaille de bronze du 50 m dos (28 s 01)

- Championnats du monde 2013 à Barcelone (Espagne) :
  -  Médaille d'or du 100 m dos (58 s 42)
  -  Médaille d'or du 200 m nage libre (1 min 54 s 81)
  -  Médaille d'or du 200 m dos (2 min 4 s 76)
  -  Médaille d'or du relais 4 × 100 m nage libre (3 min 32 s 31) avec Natalie Coughlin, Shannon Vreeland et Megan Romano
  -  Médaille d'or du relais 4 × 200 m nage libre (7 min 45 s 14) avec Katie Ledecky, Shannon Vreeland et Karlee Bispo
  -  Médaille d'or du relais 4 × 100 m quatre nages (3 min 53 s 23) avec Jessica Hardy, Dana Vollmer et Megan Romano

- Championnats du monde 2015 à Kazan (Russie) :
  -  Médaille d'or du relais 4 × 200 m nage libre (7 min 45 s 37) avec Katie Ledecky, Leah Smith et Katie McLaughlin
  -  Médaille d'or du relais mixte 4 × 100 m nage libre
  -  Médaille d'argent du 200 m dos (2 min 6 s 34)
  -  Médaille de bronze du 200 m nage libre (1 min 55 s 49)
  -  Médaille de bronze du relais 4 × 100 m nage libre (3 min 34 s 61) avec Margo Geer, Lia Neal et Simone Manuel

Petit bassin
- Championnats du monde 2010 à Dubaï (Émirats arabes unis) :
  -  Médaille d'argent du 200 m dos (2 min 2 s 01)

## Records personnels
| Épreuve               | Bassin | Temps             | Compétition                         | Lieu         | Date            |
| 50 m nage libre       | 50 m   | 25 s 23           | Championnats des États-Unis juniors | Federal Way  | 14 août 2009    |
| 100 m nage libre      | 50 m   | 53 s 31           | Championnats du monde               | Barcelone    | 1er août 2013   |
| 200 m nage libre      | 50 m   | 1 min 54 s 81     | Championnats du monde               | Barcelone    | 31 juillet 2013 |
| 400 m nage libre      | 50 m   | 4 min 12 s 56     | Grand Prix d'Austin                 | Austin       | 18 janvier 2013 |
| 50 m dos              | 50 m   | 27 s 98           | Championnats des États-Unis         | Indianapolis | 27 juin 2013    |
| 100 m dos             | 50 m   | 58 s 33 (RAm)     | Jeux olympiques                     | Londres      | 30 juillet 2012 |
| 200 m dos             | 50 m   | 2 min 4 s 06 (RM) | Jeux olympiques                     | Londres      | 3 août 2012     |
| 200 m brasse          | 50 m   | 2 min 42 s 16     | Championnats des États-Unis juniors | Federal Way  | 10 août 2009    |
| 100 m papillon        | 50 m   | 1 min 0 s 64      | Grand Prix d'Austin                 | Austin       | 13 janvier 2012 |
| 200 m 4 nages         | 50 m   | 2 min 11 s 69     | Championnats des États-Unis         | Irvine       | 3 août 2010     |
| 100 m nage libre Laps | 50 m   | 52 s 79           | Championnats du monde               | Shanghai     | 30 juillet 2011 |
| 200 m nage libre Laps | 50 m   | 1 min 54 s 27     | Championnats du monde               | Barcelone    | 1er août 2013   |

| Épreuve               | Bassin | Temps             | Compétition                          | Lieu               | Date             |
| 50 m nage libre       | 25 m   | 25 s 10           | Coupe du monde de natation FINA 2009 | Stockholm (Suède)  | 10 novembre 2009 |
| 100 m nage libre      | 25 m   | 52 s 09           | FINA: World Cup No 4 - 2011 Series   | Berlin (Allemagne) | 23 octobre 2011  |
| 200 m nage libre      | 25 m   | 1 min 53 s 19     | Duel in the pool                     | Atlanta            | 17 décembre 2011 |
| 50 m dos              | 25 m   | 27 s 48           | Championnats du monde                | Dubaï (E.A.U.)     | 18 décembre 2010 |
| 100 m dos             | 25 m   | 56 s 73           | FINA: World Cup No 4 - 2011 Series   | Berlin (Allemagne) | 23 octobre 2011  |
| 200 m dos             | 25 m   | 2 min 0 s 03 (RM) | FINA: World Cup No 4 - 2011 Series   | Berlin (Allemagne) | 22 octobre 2011  |
| 100 m 4 nages         | 25 m   | 59 s 44           | FINA: World Cup No 4 - 2011 Series   | Berlin (Allemagne) | 23 octobre 2011  |
| 200 m 4 nages         | 25 m   | 2 min 7 s 16      | FINA: World Cup No 3 - 2009 Series   | Stockholm (Suède)  | 10 novembre 2009 |
| 200 m nage libre Laps | 25 m   | 1 min 55 s 30     | Championnats du monde                | Dubaï (E.A.U.)     | 15 décembre 2010 |